# Сдохни, хиппи, сдохни
«Сдохни, хиппи, сдохни» (англ. Die Hippie, Die) — 2 эпизод 9 сезона (№ 127) сериала «Южный Парк», премьера которого состоялась 16 марта 2005 года.

## Сюжет
Картман истребляет в городе хиппи, поскольку терпеть их не может — по его мнению, они не занимаются ничем, кроме как курят травку и воняют. Наблюдая за поведением хиппи, Картман делает вывод, что они хотят устроить фестиваль хиппи в городе. Он пытается донести это ужасное сообщение городскому совету, но никто ему не верит, а поскольку при этом в своём подвале он держал 63 хиппи, Картмана арестовывают.
Вскоре Саут-Парк наводняют хиппи и устраивают фестиваль, который действительно ставит под угрозу существование города. Стэн, Кенни и Кайл, проникшись идеологией спасения мира от злобных корпораций, вступают в ряды хиппи и оказываются в центре фестиваля.
Картман просит мэра остановить фестиваль и неожиданно узнаёт, что именно мэр дала разрешение на его проведение. Позже, увидев ужасные последствия фестиваля, мэр признаёт свою вину и стреляет себе в голову (она выживает и появляется при обсуждении плана уничтожения фестиваля). Жители города умоляют Картмана освободить их город от хиппи. Картман долго упорствует, но все же соглашается с условием, что ему купят радиоуправляемый бульдозер и разрешат играть с ним на школьной парковке, а мать Кайла никогда не купит сыну такого же, вместо этого заставляя его смотреть, как Картман наслаждается игрой со своим бульдозером.
Стэн, Кайл и Кенни понимают, что хиппи вовсе не собираются спасать мир от злобных корпораций. Они пытаются выбраться с фестиваля, но у них не получается, так как фестиваль уже разросся в радиусе на 7 миль. Картман разрабатывает план по уничтожению фестиваля: ему нужно пробраться в его центр и поставить диск группы Slayer (по мнению Эрика, «хиппи не выносят дэт-метал»). Чтобы пробраться сквозь толпу хиппи, он строит специальную бурильную машину «Хиппи Бур» и берёт себе в команду учёного (Рэнди Марш), инженера (Линда Стотч) и «негра, который пожертвует собой, если что-то пойдёт не так» (Шеф). Они с трудом прорываются сквозь толпу и устанавливают диск. Услышав неприятную им музыку, хиппи понемногу расходятся. Город спасён. В конце Картман наслаждается игрой с радиоуправляемым бульдозером, а Кайл вынужден сидеть в сторонке и наблюдать за этим.

## Пародии
- Сцены создания плана по спасению города и бурение толпы на бурильной машине являются пародией на фильмы «Армагеддон» и «Земное ядро: Бросок в преисподнюю»:
  - Картман придумывает машину для проникновения внутрь толпы, что напоминает разработку «Вергилия» из «Земного ядра»
  - сцена посадки из «Армагеддона» очень напоминает сцену посадки команды в машину;
  - героям приходится бурить, чтобы спасти город;
  - во время бурения случается неполадка;
  - Шеф выбирается из бурильной машины, чтобы починить её, жертвуя собой, пародируя сцену из «Земного ядра»
  - мэрия хочет использовать ядерную бомбу, когда бурение останавливается на середине;
  - на героях костюмы астронавтов.
- В начале эпизода Картман одет в спецкостюм, похожий на те, что носили герои фильма «Охотники за привидениями».

## Факты
- Одна из немногих серий, где Картман выступает протагонистом и, несмотря на свои ксенофобские наклонности, действует из добрых побуждений. Он в итоге оказывается прав и спасает город от катастрофы.
- В начале эпизода Стэн заявляет, что не знает, «кто такие корпорации», хотя главные герои на протяжении всего сериала неоднократно имели дело с крупными корпорациями.
- Многократно проявлявшаяся в сериале (в этой серии — особенно ярко) ненависть Картмана к хиппи соответствует отношению к ним Трея Паркера, озвучивающего Эрика. Второй создатель сериала, Мэтт Стоун, относится к ним более спокойно, хотя многие связанные с хиппи вещи его раздражают[1].
- Учась играть на гитаре, Стэн играет «Signs» Five Man Electrical Band. В переводе MTV он поёт песню Юрия Визбора «Милая моя, солнышко лесное»
- Песня Slayer, которую Картман включает на фесте, — «Raining Blood». В эпизоде группу отнесли не к трэш-металу, а к дэт-металу. Керри Кинг, гитарист Slayer, сказал, что нашёл эпизод смешным и признался, что смотрит «Южный Парк», сославшись на это в одном из интервью: «Было забавно наблюдать пользу, которую принесла наша песня. Если она служит, чтобы напугать хиппи, мы сделали нашу работу»[2].
- Фестивали, пропагандирующие высокие идеи, но скатывающиеся в итоге к наркотикам и банальной вечеринке, — это типичная характеристика многих рок-фестивалей. Критике за распространение наркотиков под прикрытием активизма «за мир во всем мире» подвергались такие фестивали, как Вудсток, Bonnaroo, Reggae the River и Burning Man.